# Кью (фильм)
«Кью» (также известен как Q) — американский фильм ужасов о монстрах 1982 года, снят режиссёром Ларри Коэном. Фильм повествует о мошеннике (Мориарти), который случайно вмешивается в дело, связанное с крылатой ящерицей которая похожая на дракона, который представляет угрозу для Нью-Йорк. Он единственный человек, у которого есть информация, которая может помочь полиции остановить существо.

## Сюжет
В Нью-Йорке творятся безумные вещи, работники высотных зданий пропадают, или их тела находят с оторванными головами, а очевидцы утверждают, что якобы видели огромную пернатую тварь. Одновременно городская полиция расследует серию странных убийств, во время которых с жертв методично срезалась вся кожа.
Детектив Шепард в своем расследовании постепенно приходит к выводу, что убийства эти носили ритуальный характер и являлись жертвоприношениями древнему ацтекскому богу Кецалькоатлю, изображаемому на старинных фресках в виде пернатого змея.

## В ролях
- Джеймс Диксон — Lt. Murray
- Джон Каподиче — Doyle
- Кэнди Кларк — Joan
- Брюс Кэрредин — The Victim
- Дэвид Кэрредин — Shepard
- Мэлаки МакКорт — Commissioner
- Майкл Мориарти — Jimmy Quinn
- Ларри Пайн — The Professor
- Тони Пейдж — Webb
- Ричард Раундтри — Powell
- Рон Сей — Det. Hoberman
- Фред Дж. Сколлэй — Capt. Fletcher
- Мэри Луиз Уэллер — Mrs. Pauley
- Ларкин Форд — Curator
- Питер Хок — Det. Clifford